# Weinträger Adolf
Weinträger Adolf (Diószeg, 1927. június 18. – Baja, 1987. december 16.) tanár és festőművész.

## Életútja
Felvidéken, Diószegen született 1927. június 18-án. Édesapja Weinträger Szilveszter, édesanyja Balogh Vincencia; Adolf a házaspár egyetlen gyermeke volt. Apja cipész, anyja a háztartás vezetése mellett konzervgyári idénymunkás volt. A diószegi elemi iskola hat osztályának elvégzése után különbözeti vizsgával a 8 km-re lévő Galánta polgári iskolájába került. Ezután a lévai tanítóképzőbe jelentkezett 1942-ben. A második világháború során 1944-ben katonai szolgálatra kötelezték, melynek során Budapesten egy légitámadásnál megsebesült. A debreceni honvéd kórházban gyógykezelték, ahol lehetővé tették számára, hogy mint járóbeteg, a Debreceni Református Tanítóképző Intézetben folytathassa tanulmányait. 1947. június 27-én megkapta néptanítói oklevelét.
Ugyanebben az évben, 1947 áprilisában a szlovák–magyar lakosságcsere keretében szüleit az akkor Bács-Bodrog megyei Vaskútra telepítették, ahol apja a helyi KTSz cipész műhelyében, anyja a helyi TSz-ben talált megélhetést. Fiuk is Vaskútra költözött, ahol a KTSz-ben adminisztrátori, majd könyvelői munkát végzett. Az 1952/53-as tanévtől tanítói kinevezést kapott Vaskúton. Ugyanebben az évben feleségül vette Arnold Ilonát, akitől két gyermeke született. Az idősebb, Adolf országosan jegyzett építészmérnök, húga Éva rajz-földrajz szakos tanár lett.
Gyermekkorától megmutatkozó rajztehetsége folytán Vaskútra költözése után azonnal jelentkezett a 7 km-re lévő Baja városában működő Rudnay Gyula képzőművészeti szabadiskolába. Hiába tett sikeres felvételit 1948-ban a budapesti Képzőművészeti Főiskolába, anyagi okok miatt nem tudta tanulmányait megkezdeni. Bajai mesterei, Rudnay Gyula és tanársegédei – P. Bak János, B. Mikli Ferenc és Kun István festőművészek – is megfelelő alapot nyújtottak tehetsége kibontakozásához. Első kiállítására 1949-ben a budapesti VIT képzőművészeti tárlatán került sor, majd Kecskeméten megyei kiállításokon szerepelt.
Közben pedagógus-szakmai téren is előre lépett: 1953-ban levelező hallgatóként a Szegedi Pedagógiai Főiskola rajz szakára ment, ahol 1956-ban kitüntetéses oklevéllel tett államvizsgát. Kilenc évvel később felvételizett a Képzőművészeti Főiskola Rendkívüli Rajztanárképző Tagozatára, ahol 1968. január 24-én védte meg diplomáját, középiskolai rajztanári oklevelet szerezve.
A Vaskúti Általános Iskolában a rajz tanításán túl szakkörben is foglalkozott a tehetséges tanítványokkal, akik számos bel- és külföldi kiállításon – Finnországtól Olaszországig, Indiától Kanadáig – szerepeltek, és oklevelekkel, díjakkal bizonyították oktatójuk szakmai rátermettségét.
Az 1969/70-es tanévtől kezdve Baján tanított a Központi Általános Iskolában 1973-ig, miközben városi-járási, később megyei rajz szakfelügyelő is volt. Mivel 1971-ben Bajára költözött saját műtermes családi házába, nem volt akadálya annak, hogy 1973-ban elnyerje a bajai Tanítóképző Intézet (később főiskola) tanári állását, amelyet 1987. szeptember 1-jei nyugdíjazásáig töltött be. 1987. december 16-án rövid betegség után váratlanul elhunyt; december 22-én temették el Baján a köztemetőben.

## Művészeti tevékenysége
1955-ben a bajai képzőművészek csoportjának, majd a Művészeti Alapnak is tagja lett. A Fiatal Művészek Stúdiójának tábora is befogadta. A Magyar Képzőművészek Szövetsége Keletmagyarországi (később Közép) Szervezetének 1969-ben tagja, később vezetőségi és bizottsági tagja lett. Baja művészeti titkári tisztségét 1978-ig látta el, amikor egészségi okból mondott le.
1948–1987 között mintegy kétszáz csoportos kiállításon szerepelt alkotásaival. Rendszeresen falra kerültek munkái a belföldi, szocialista országokbeli, de angliai és franciaországi tárlatokon is. Első gyűjteményes (akvarell és gouache) kiállítását 1961-ben rendezte meg Baján, a József Attila Művelődési Házban. Belföldön 49 alkalommal rendeztek alkotásaiból kiállítást. Külföldön NDK-ban (1961) és a jugoszláviai Zomborban (1982) volt önálló kiállítása. 1987-ben, életének utolsó évében hat önálló kiállítással búcsúzott el közönségétől.
Művei a Magyar Nemzeti Galériában, a bajai és más belföldi múzeumokban, számtalan intézményben és magánszemélyeknél találhatók.

## Pedagógus szakmai tevékenysége
Az Országos Pedagógiai Intézet és a Képzőművészeti Főiskola felkérésére az általános iskola felső-, később alsó tagozatos diákjai körében rajzpedagógiai kísérleteket, kutatásokat végzett. Tagja volt az Országos Rajz Szakbizottságnak, tankönyvbírálatokat írt, előadásokat, mint szakfelügyelő továbbképzéseket tartott. Később a Tanítóképző intézeti időszakában magasabb szinten folytatta ezt a munkát a gyakorló iskolában végzett kísérleti rajztanítás irányításával, eredmények publikálásával, a kéthetes Hajósi Nyári Alkotótábor megszervezésével. Tevékenyen részt vett a városi, járási és megyei kulturális és művészeti munkában.

## Elismerései
- Janus Pannonius-érem (1956)
- A Közoktatás Kiváló dolgozója (1959, 1961)
- Kiváló Tanár (1966)
- Székely Bertalan-érem és -díj (1971)
- Nagy István-emlékplakett (1971)
- Számos kiállítás díjai, oklevelei